# 锋锐律师事务所
北京锋锐律师事务所，由維權律師周世鋒主持，包括王宇、劉曉原、王全璋多位著名維權律師，曾代理訪民、許多弱勢族群、法輪功無罪辯護案件等當局眼中的敏感案件。
2015年7月1日，全國人民代表大會常務委員會重新制定並通過《中華人民共和國國家安全法》。2015年7月10日起，中華人民共和國公安部下令所屬各級公安機關縝密偵查，並抓捕逾80位維權律師及人士，其中位於北京的锋锐律师事务所是成為一個摧毀的重點目標，有多人遭到抓捕。
2018年3月下旬，北京市司法局作出”吊销锋锐所执业证的行政处罚”决定。

## 历史
2007年4月，锋锐律师事务所在北京市正式成立，由周世鋒以个人律师事务所的方式成立。
2012年6月24日，北京市司法局批准了該所由个人律师事务所变更为普通合伙律师事务所。
2013年10月15日，锋锐律师事务所曾經替2013年7月20日所发生的2013年首都机场爆炸事件嫌疑犯冀中星等人提供法律援助和咨询，當天在北京市朝阳区法院一审宣判，被告人冀中星被以爆炸罪判处有期徒刑六年。
2013年11月18日，在四川南充市建立了分部。

## 2015年7月當局抓捕維權律師
据《大紀元時報》报导，中华人民共和国国家安全法7月1日通过後，2015年7月9日，曾在6月公開聲援中國數萬名法輪功學員向北京最高人民法院及檢察院起訴控告江澤民群體滅絕罪的王宇律師一家三口被失蹤後，滕彪、郑恩宠、李方平、葛文秀等上百位中國律師發表嚴正聲明「刑訊逼供、濫用職權必遭天譴」，譴責警方的行為，并發起《徵集公民聯署：聲援王宇，將死磕進行到底》救援。
隨即在48小時內，公安当局7月10日统一部署，在全国范围展开空前规模对维权律师的打击行动，跨省份、逾80名維權律師及人權活動家遭逮捕等。據BBC報導，北京锋锐律师事务所成為這一波抓捕的重點，事務所遭到公安搜查，多人遭抓捕，包括周世锋、王宇、刘晓原、刘四新等該所维权律师、会计王方、司机周庆等，引起國際媒體關注。維權網11日向聯合國、國際人權機構、各國政府發出「關注人權危機」的緊急呼籲。

### 官方媒体與當局說法
根據《人民日報》，當局警方聲稱，多名维权律师曾在此所工作并「涉嫌炒作40余起事件」，指目的是「煽动群众对政府的不满情绪，并从中获取不当利益」，目前该律师事务所被查，相关犯罪嫌疑人已被依法刑事拘留。當局說，周世锋等人涉及其他违法犯罪也在进一步侦办中。中国中央电视台和新华社也报导此事并表明此说法。
《人民日報》评论此事称锋锐律师事务所“唯利是图”，最后“自取灭亡”。该事在社会上造成的影响很大，公安部通告称任何践踏法律，践踏社会公序良俗的人都没有好下场。抓捕相关人员是“民心所向，大快人心”。
立場極左的黨媒《环球时报》评论此事称，将这些律师称为“死磕派”。这种精神本身包含有积极意义，但是涉案律师误导了公众的看法，制造了舆论事件，煽动不明真相者对政府的不满，最后必然走向不归路。《环球时报》希望其他律师吸取教训。外媒报道此事时认为某些维权律师“失联”和“失踪”，《环球时报》认为“失踪”事实上已经成为用于抹黑中国司法的“专用词”。《环球时报》还认为这种维权律师很少，不会引发律师界的恐慌。
《人民日报》所称的「運作方式」
《人民日報》称，据當局警方的調查指控，该事务所包含三个层级，组织核心层包括周世锋、刘四新、黄力群等领导人员；策划行动层包括王宇等律师和多名推手；跟风参与层，包括刘星等“访民”。同时该事务所有专人负责拍摄现场，并发送到微信、微博和多个境外网站。
2015年5月，徐纯合被警察开枪击毙后，维权律师就在微信里建立了维权群，并发布“徐纯合是访民”“警察开枪是领导指使”等言论。后来维权律师又通过在火车站打横幅、与徐纯合的母亲签订代理书等方式进行炒作。有律师建议对慰问开枪民警的领导进行人肉搜索，以此给政府施压。
《人民日報》亦稱，翟岩民组织对现实不满、对政府不满的人自称访民前往庆安“声援”，并给他们发放报酬。一些“访民”被当地公安机关治安拘留，翟岩民设宴接待拘留期满的“访民”。该事务所通过微信、QQ群等即时通讯工具和组织聚会等方式交流。据翟岩民称，他们也用一种称为“电报”的通讯工具交流攻击党和政府的言论。为了避免被发现，这些言论会在一定时间后自动删除。

### 中国大陆观点

#### 官方媒体与当局说法
- 浙江在线认为，维权律师的做法可能可以唤醒了公民的维权意识，但破坏了法治秩序。一些律师以公民维权为旗号，恶意炒作，用舆论煽动公众对政府的不满，甚至借机攻击社会主义制度。法治中国不是靠“死磕”创建的。这起事件给维权律师敲响了警钟。[17]
- 大河网认为，维权律师以“维权”为名、行扰乱之实，应该被严惩。网络上有人反对抓捕维权律师，一些法律人士认为抓捕不利于中国法治的发展，这是不正确的。律师犯罪不少见，但中国法治没有后退。法律面前人人平等。[18]
- 《黄石日报》认为，律师不应该靠煽动、炒作等不正常手段出名。[19]
- 东北新闻网认为，“死磕”律师唯利是图，不择手段，而新浪微博等舆论平台“助纣为虐”，推动这些律师出名。他们最终必将消亡。律师应该有职业道德。[20]
- 大众网认为，有些律师披着维权的外衣和国外势力勾连，这些律师应该严惩。而反对或指责的声音，我们应该忽略。[21]
- 荆楚网认为，我们应该揭露这类事务所的丑恶嘴脸，执法机关应该以人为本、依法治国，民众才不会被“假民意”蒙蔽。[22]
- 中国大陆评论网站观察者网称，据翟岩民、刘星等人供述，锋锐律师事务所受到「境外势力」资助。[23]
- 观察者网专栏作者，《东方早报》首席评论员鲁宁认为，一些外媒和“国外政客”声援周世锋等人，但多数中国大陆网民都反对周世锋等人的行为。他认为周世锋等人在挑战《律师法》甚至《宪法》，在“自砸‘金饭碗’”，但只换来了敌对势力的些许同情。这种行为被大部分律师同行所轻视。他认为政府做的行动是在“爱护律师队伍”。他提醒律师应该做一个中国特色社会主义司法制度的建设者和捍卫者，推动社会进步。[24]

### 西方媒体报道
美國之音說，两天內不断有维权律师被警方逮捕或查抄，使维权律师界「弥漫着一片恐慌情绪」。張磊律師在受訪表示，“律师之间都在相互关心有没有被带走，有没有准备好授权委托书。”他也強調，很多律师都表示「不畏惧」，因为人权律师，「有推进法制进步、推进人权的历史责任。」美國之音认为，抓捕維權律師可能干擾習近平訪美。
臺灣媒體《自由时报》指责中国大陆政府「栽贓」鋒銳是「犯罪集團」，並誣陷相關律師。

### 中国大陆反应
抓捕行动结束后，“依法治国与律师使命”公益论坛于2015年7月12日在北京召开。论坛上中國刑辯第一人田文昌认为，要想搞法治，要善待律師。只有律师真正在社会当中立足，才是真正的法治社会。高铭暄、陳光中、江平等专家也呼吁尊重律师、支持律师、保护律师。
維權律師滕彪說「這次對大抓捕，這是中共當局精心策劃的對整個維權律師群體的一種清洗，原來當局對維權律師早就恨之入骨了，想要找機會要進行大規模的抓捕，雖然看來主要集中在鋒銳律師事務所和屠夫案上，但是它是全國範圍內針對整個維權律師的群體一致行動。」
据《大紀元時報》报导，此次论坛针对此起抓捕事件，论坛上高銘瑄、陳光中、江平等法學家都譴責隨便抓律師的行為，認為是“法治的恥辱”。
極左派网站乌有之乡认为，锋锐律师事务所官方网站含有自由女神像图片，是在宣传西方价值观。网友黄胜友称锋锐律师事务所涉嫌攻击他，乌有之乡将他称为“爱国网友”。据乌有之乡报导，江平的弟子，北京大学教授贺卫方也经常和锋锐有来往。锋锐律师事务所被查后，贺卫方发表微博公开支持李莊、浦志强等律师，并抨击中国法制。同时也有多名中国律师在微博抗议。
据美國之音报导，曾因泄露国家机密被关押9年的中國記者、诗人、作家师涛建议将每年7月10日設立為中國“人權律師節”。
7月13日，河北省涉县组织全县律师事务所和法律服务所的律师、工作者观看相关央视报道，并下发文件严防此类事件再次发生。
7月14日，中华人民共和国司法部、北京市司法局、北京市律师协会在中国中央电视台采访中表示，少数违法犯罪的律师不代表行业主流。

### 国际社会及各地区反应
2015年7月11日，国际特赦组织发表声明呼吁中国当局暂停对维权律师及人士的打压。该组织的中国研究员倪伟平（William Nee）称，“中国政府十分关注维权人士日益增加的影响力，及他们运用社交媒体争取公众支持的能力。”“只有中央政府才可组织这么大规模的打压行动。”
7月12日，香港支联会游行至香港中联办，抗议内地当局对这些维权律师所采取的行动。支联会主席何俊仁说，维权律师一直备受打压，不过这次事件二十多年来前所未见，是对内地法律界的空前浩劫，“其实这十多年来维权律师都受到很多的打压，几年前很多律师都不能通过年检……还有很多不同的方式来限制维权律师处理的维权案件，规定他们一定要得到本地的律师协会的批准。”
同日美国国务院公開譴責，聲明指近日中国“有组织扣留”一些“和平捍卫他人权益”的人士，尤其是那些合法地挑战政府政策的人。美国众议院外交事务委员会资深议员、人权事务小组委员会主席史密斯发布声明强烈谴责，他表示这一拘捕行动发生在美中进行战略与经济对话两周后，给习近平9月访美设置了一个恶性基调。他强调，美国面对的是一个比其前任对外更加咄咄逼人、更加肆无忌惮地在网络领域盗窃美方信息、对内愈加快速镇压歧见的中国政府。他呼吁美方在处理美中关系上，亟待采取新的战略。
香港中国维权律师关注组表示，美国洛杉矶、旧金山、加拿大温哥华和澳大利亚悉尼都将展开声援中国维权律师的行动，支持者将游行至中国使领馆进行抗议。
7月12日，台湾民主进步党发布声明，对大批维权人士遭拘捕表示严重关切，呼吁北京停止压制民众的自由，声明称“要求行政院大陆委员会，向北京提出正式关切，表达我方重视人权与民主自由价值之坚定立场。”“我们相信，让中国人民物质无虞，并且能够拥有民主、自由与尊严，才是真正的中国梦。”
台灣聲援中國人權律師網絡等民間團體于7月13日上午舉行記者會，呼籲政府譴責此事件。立法委員田秋堇称对维权律师表示敬佩，并希望台灣各界關心中國人權現狀。台權會秘書長邱伊翎也认为不应该台灣官方对事件沉默。社民黨全國委員苗博雅要求国民党和民主进步党的總統候選人对事件表明立场。她还讽刺馬英九的沉默态度。台援網副召集人顧立雄对维权律师被抓捕感到失望。經民連召集人賴中強认为中國律師界存在不依照法律程序逮捕律师、以政治理由吊销从业執照、執照需要年檢、律師事務所設有黨組織等问题。
关注中国人权的美国议员克里斯·史密斯曾批评中国等世界其他国家和地区的人权状况，并支持美国对中国采取行动。大抓捕維權律師事件发生后，史密斯于7月10日发表特别声明，称他见过王宇等多名维权律师，并称赞这些律师，同时批评当局。

## 外部連結
- 官方网站（ Archive.today的存檔，存档日期2015-07-14）
- 目前受到当局打压的中国维权律师名单（页面存档备份，存于）